# Nachtweid von Dauernheim

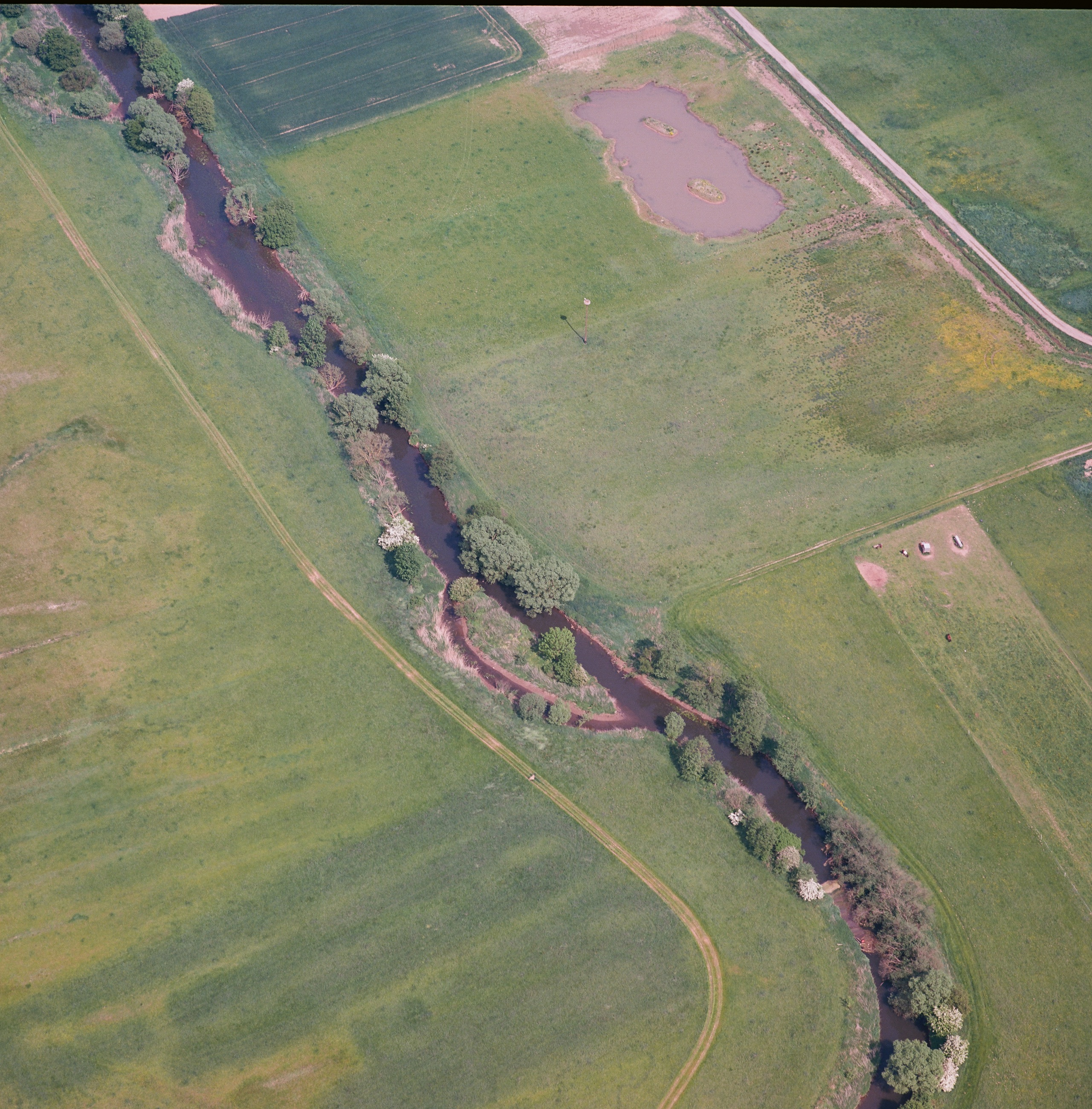
Naturschutzgebiet Nachtweid von Dauernheim (Mai 2016)

Das Naturschutzgebiet Nachtweid von Dauernheim liegt auf dem Gebiet der Gemeinde Ranstadt im Wetteraukreis in Hessen.
Das etwa 78,9 ha große Gebiet, das im Jahr 1978 unter der Kennung 1440005 unter Naturschutz gestellt wurde, erstreckt sich südwestlich von Dauernheim, einem Ortsteil der Gemeinde Ranstadt, und nordwestlich von Staden, einem Stadtteil von Florstadt. Unweit westlich des Gebietes verläuft die A 45, südlich und östlich die B 275 und nördlich die Landesstraße L 3187. Am östlichen Rand des Gebietes fließt die Nidda und hindurch der Heggraben.
Südwestlich erstreckt sich das etwa 107,7 ha große Naturschutzgebiet Am Mähried bei Staden.